# Frontera entre Etiòpia i el Sudan
La frontera entre Etiòpia i el Sudan és una línia terrestre que separa el Sudan d'Etiòpia. S'estenia des del trifini entre el Sudan, Etiòpia i Eritrea al nord, fins al sud, en un nou trifini entre el Sudan, Etiòpia i Kenya.

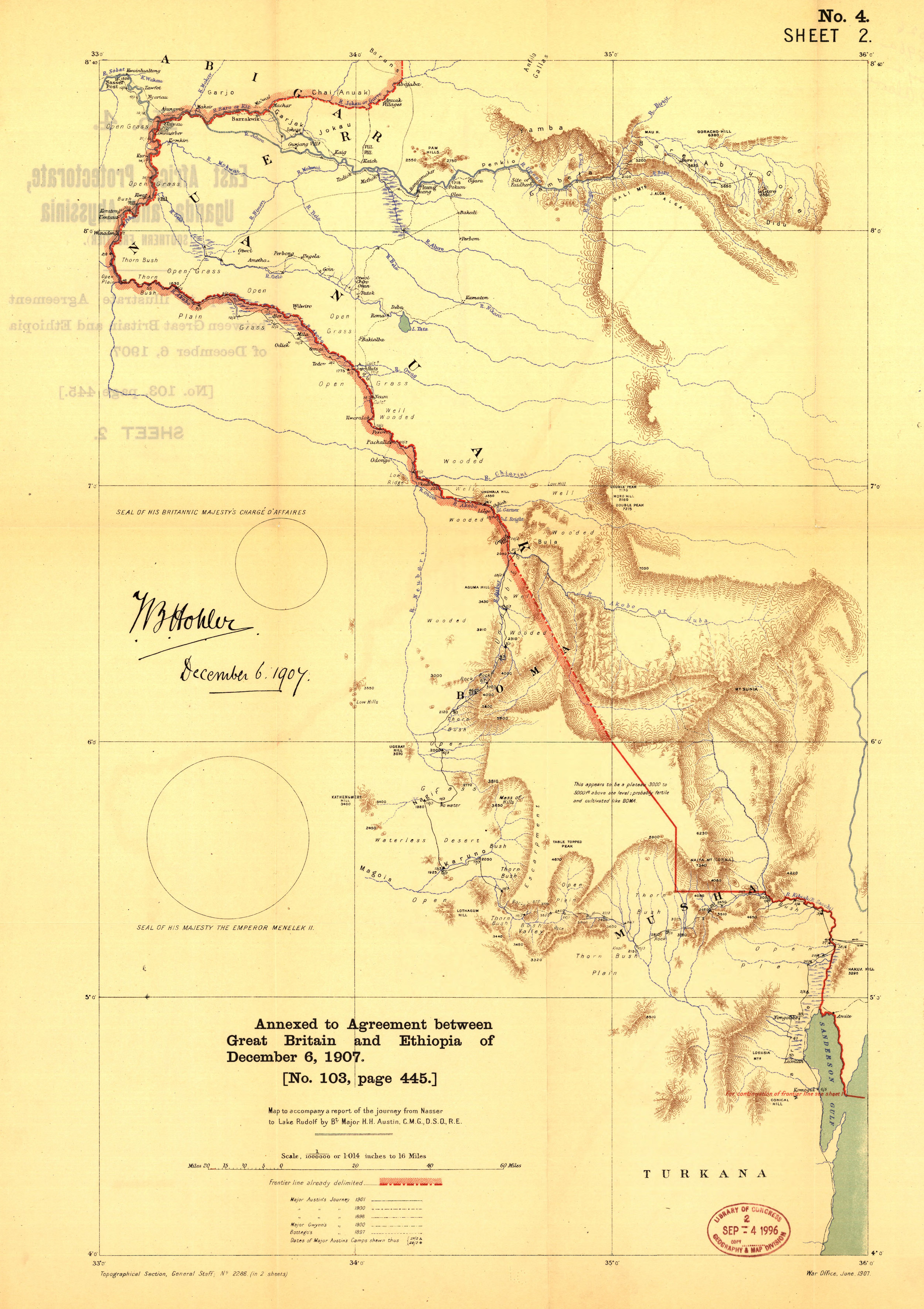
Traçat en 1907 de la frontera entre Etiòpia i el Sudan Angloegipci

La demarcació no està conclosa, ja que hi ha recents converses entre ambdós estats en el sentit de finalitzar el procés, iniciades en 2001. Algunes d'aquestes iniciatives foren condemnades per l'oposició etíop. És una zona insegura, amb escaramusses esporàdiques entre l'exèrcit etíop i les forces separatistes del Front d'Alliberament Oromo (OLF)
Fins a 1993 la frontera arribava fins al Mar Roig, però la independència d'Eritrea va reduir la frontera entre ambdós estats. Amb la independència de Sudan del Sud en 2011, la frontera entre Etiòpia i Sudan es va reduir de 1.606 kilòmetres a 723 km. La resta passà a definir la frontera entre Etiòpia i Sudan del Sud.